# Pilos (fill d'Ares)
|  | Per a altres significats, vegeu «Pilos». |

Segons la mitologia grega, Pilos (en grec antic: Πύλος) va ser un heroi, fill d'Ares i de Demònice, la filla de l'heroi Agènor. Era germà de Testi, Molos i Evè. Se'l considera fundador de la ciutat de Pilos, a l'Èlida.